# Giovann'Antonio Lappoli
Giovann'Antonio Lappoli (Arezzo 1492 - Arezzo 1552) est un peintre florentin de la Renaissance, fils d'un peintre nommé Matteo. 

## Biographie
Élève de Domenico Pecori, à Arezzo, et puis de Pontormo à Florence, Giovann'Antonio Lappoli travaille aussi avec Perino del Vaga.
À Rome, il collabore avec Rosso Fiorentino, Giulio Romano et Sebastiano del Piombo. 
Pendant le sac de Rome, en 1527, il rentre à Arezzo où il travaille jusqu'à sa mort.

## Œuvres
- La Vierge bénie en présence de saint François et sainte Claire, musée français